# Distretto di Baodi
Il distretto di Baodi (cinese semplificato: 宝坻区; cinese tradizionale: 寶坻區; mandarino pinyin: Bǎodí Qū) è un distretto di Tientsin. Ha una superficie di 1.523 km² e una popolazione di 650.000 abitanti al 2004.